# Nauka

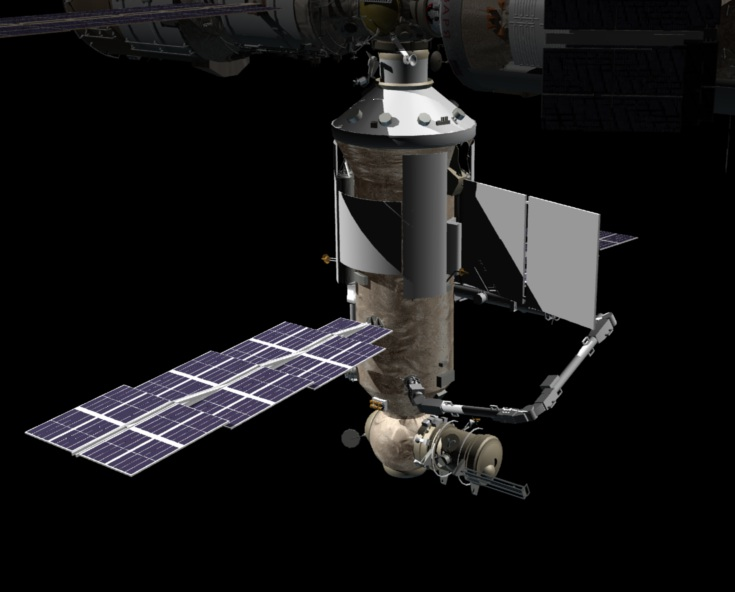
Fantáziarajz ahogy a Nauka modul kapcsolódik a Zvezda modulhoz

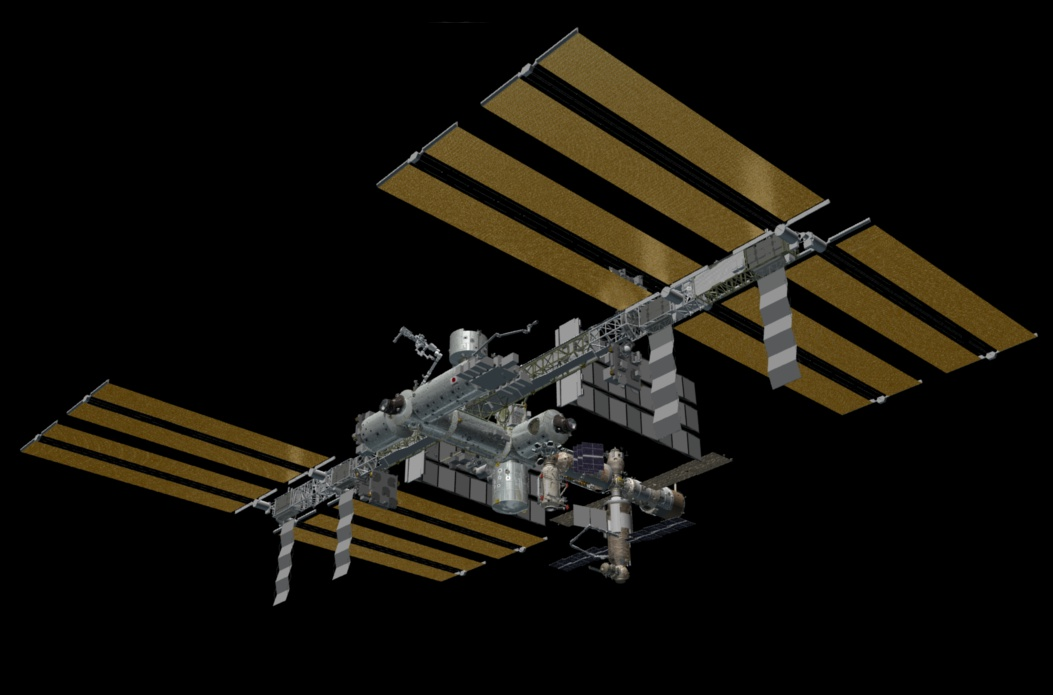
Fantáziarajz a Nauka modul helyzetével a Nemzetközi Űrállomáson

A Nauka (oroszul: Наука, magyarul: tudomány) orosz űrállomás-modul, amely eredetileg a Nemzetközi Űrállomás Zarja (FGB) moduljának tartalékjaként épült. Az egység megépítéséről 2004 folyamán döntött az Orosz Szövetségi Űrügynökség. Az eredeti tervek szerint 2015. novembere után indították volna. A Zvezda modul alsó dokkolójára kapcsolódik, ahol részben a törölt UDM (Universal Docking Module) modult fogja helyettesíteni. A modulhoz kapcsolnak egy kis méretű teherzsilipet és itt lesz az európai ERA robotkar bázisa is.